# Open Bucaramanga 2011
L'Open Bucaramanga 2011, noto come Seguros Bolívar Open Bucaramanga 2011 per motivi di sponsorizzazione, è stato un torneo professionistico di tennis maschile giocato sul cemento. È stata la 3ª edizione del torneo e faceva parte dell'ATP Challenger Tour nell'ambito dell'ATP Challenger Tour 2011. Si è giocato a Bucaramanga in Colombia dal 24 al 30 gennaio 2011.

## Partecipanti

### Teste di serie
| Giocatore | Nazionalità             | Ranking* | Testa di serie |
| --------- | ----------------------- | -------- | -------------- |
| Colombia  | Alejandro Falla         | 103      | 1              |
| Argentina | Horacio Zeballos        | 106      | 2              |
| Brasile   | João Souza              | 115      | 3              |
| Spagna    | Albert Ramos Viñolas    | 126      | 4              |
| Francia   | Éric Prodon             | 139      | 5              |
| Argentina | Federico Delbonis       | 142      | 6              |
| Spagna    | Daniel Muñoz de la Nava | 144      | 7              |
| Argentina | Diego Junqueira         | 146      | 8              |

* Ranking al 17 gennaio 2011.

### Altri partecipanti
Giocatori che hanno ricevuto una wild card:
- Gastão Elias
- Alejandro Falla
- Sebastian Serrano
- Eduardo Struvay

Giocatori passati dalle qualificazioni:
- Júlio César Campozano
- Iván Endara
- Pablo Galdón
- Fernando Romboli

## Campioni

### Singolare
Éric Prodon ha battuto in finale  Fernando Romboli con il punteggio di 6–3, 4–6, 6–1

### Doppio
Juan Sebastián Cabal /  Robert Farah hanno battuto in finale  Pablo Galdón /  Andrés Molteni con il punteggio di 6–1, 6–2